# Cydia cosmophorana
Cydia cosmophorana es una especie de polilla del género Cydia, tribu Grapholitini, familia Tortricidae. Fue descrita científicamente por Treitschke en 1835.
La envergadura es de unos 9–13 milímetros. Se distribuye por Europa: Alemania y República Checa.